# 34e cérémonie des Grammy Awards
La 34e cérémonie annuelle des Grammy Awards a eu lieu au Radio City Music Hall à New York le 25 février 1992.

## Palmarès
| Prix                      | Artiste      | Titre                      |
| ------------------------- | ------------ | -------------------------- |
| Enregistrement de l'année | Natalie Cole | Unforgettable              |
| Album de l'année          | Natalie Cole | Unforgettable... with Love |
| Chanson de l'année        | Natalie Cole | Unforgettable              |
| Meilleur nouvel artiste   | Marc Cohn    | Marc Cohn                  |

| Prix                                                                         | Artiste                                   | Titre                                                                   |
| ---------------------------------------------------------------------------- | ----------------------------------------- | ----------------------------------------------------------------------- |
| Best Pop Vocal Performance, Female                                           | Bonnie Raitt                              | Something to Talk About                                                 |
| Best Pop Vocal Performance, Male                                             | Michael Bolton                            | When a Man Loves a Woman                                                |
| Best Pop Performance By A Duo Or Group With Vocal                            | R.E.M.                                    | Losing My Religion                                                      |
| Best Traditional Pop Performance                                             | Natalie Cole                              | Unforgettable                                                           |
| Best Pop Instrumental Performance                                            | Michael Kamen                             | Robin Hood - Prince Of Thieves                                          |
| Best Rock Vocal Performance, Solo                                            | Bonnie Raitt                              | Luck of the Draw                                                        |
| Best Rock Performance By A Duo Or Group With Vocal                           | Bonnie Raitt et Delbert McClinton         | Good Man, Good Woman                                                    |
| Best Hard Rock Performance With Vocal                                        | Van Halen                                 | For Unlawful Carnal Knowledge                                           |
| Best Metal Performance                                                       | Metallica                                 | Metallica                                                               |
| Best Rock Instrumental Performance                                           | Eric Johnson                              | Cliffs of Dover                                                         |
| Best Rock Song                                                               | Sting                                     | Soul Cages                                                              |
| Best Alternative Music Album                                                 | R.E.M.                                    | Out of Time                                                             |
| Best R&B Vocal Performance, Female                                           | Lisa Fischer                              | How Can I Ease the Pain                                                 |
| Best R&B Vocal Performance, Female                                           | Patti LaBelle                             | Burnin                                                                  |
| Best R&B Vocal Performance, Male                                             | Luther Vandross                           | Power of Love                                                           |
| Best R&B Performance By A Duo Or Group With Vocal                            | Boyz II Men                               | Cooleyhighharmony                                                       |
| Best Rhythm & Blues Song                                                     |                                           | Power of Love/Love Power                                                |
| Best Rap Solo Performance                                                    | LL Cool J                                 | Mama Said Knock You Out                                                 |
| Best Rap Performance By A Duo Or Group                                       | DJ Jazzy Jeff and The Fresh Prince        | Summertime                                                              |
| Best New Age Album                                                           |                                           | Fresh Aire 7                                                            |
| Best Contemporary Jazz Performance                                           | The Manhattan Transfer                    | Sassy                                                                   |
| Best Jazz Vocal Performance                                                  | Take 6                                    | He Is Christmas                                                         |
| Best Jazz Instrumental Solo                                                  | Stan Getz                                 | I Remember You                                                          |
| Best Jazz Instrumental Performance, Group                                    | Oscar Peterson Trio                       | Saturday Night at the Blue Note                                         |
| Best Large Jazz Ensemble Performance                                         | Dizzy Gillespie                           | Live at The Royal Festival Hall                                         |
| Best Country Vocal Performance, Female                                       | Mary Chapin Carpenter                     | Down at the Twist and Shout                                             |
| Best Country Vocal Performance, Male                                         | Garth Brooks                              | Ropin' the Wind                                                         |
| Best Country Performance By A Duo Group With Vocal                           | The Judds                                 | Love Can Build a Bridge                                                 |
| Best Country Vocal Collaboration                                             | Ricky Skaggs, Steve Wariner et Vince Gill | Restless                                                                |
| Best Country Instrumental Performance                                        | Mark O'Connor                             | The New Nashville Cats                                                  |
| Best Bluegrass Album                                                         |                                           | Spring Training                                                         |
| Best Country Song                                                            |                                           | Love Can Build a Bridge                                                 |
| Best Rock/Contemporary Gospel Album                                          | Russ Taff                                 | Under Their Influence                                                   |
| Best Pop Gospel Album                                                        | Steven Curtis Chapman                     | For the Sake of the Call                                                |
| Best Southern Gospel Album                                                   | The Gaither Vocal Band                    | Homecoming                                                              |
| Best Traditional Soul Gospel Album                                           | Mighty Clouds of Joy                      | Pray for Me                                                             |
| Best Contemporary Soul Gospel Album                                          | CeCe et BeBe Winans                       | Different Lifestyles                                                    |
| Best Gospel Album By Choir Or Chorus                                         |                                           | The Evolution of Gospel                                                 |
| Best Latin Pop Album                                                         | Vikki Carr                                | Cosas Del Amor                                                          |
| Best Tropical Latin Album                                                    | Juan Luis Guerra 4.40                     | Bachata Rosa                                                            |
| Best Mexican-American Album                                                  | Little Joe                                | 16 de Septiembre                                                        |
| Best Traditional Blues Album                                                 | B.B. King                                 | Live at the Apollo                                                      |
| Best Contemporary Blues Album                                                | Buddy Guy                                 | Damn Right, I've Got The Blues                                          |
| Best Traditional Folk Album                                                  |                                           | The Civil War - Original Soundtrack                                     |
| Best Contemporary Folk Album                                                 | John Prine                                | The Missing Years                                                       |
| Best Reggae Album                                                            | Shabba Ranks                              | As Raw As Ever                                                          |
| Best World Music Album                                                       | Mickey Hart                               | Planet Drum                                                             |
| Best Polka Album                                                             | Jimmy Sturr                               | Live At Gilley's!                                                       |
| Best Album For Children                                                      | The Maranatha! Kids                       | A Capella Kids                                                          |
| Best Comedy Album                                                            | Peter Schickele                           | P.D.Q. Bach: WTWP Classical Talkity-Talk Radio                          |
| Best Spoken Word Or Non-Musical Album                                        | Ken Burns                                 | The Civil War                                                           |
| Best Musical Show Album                                                      |                                           | The Will Rogers Follies                                                 |
| Best Instrumental Composition                                                |                                           | Basque                                                                  |
| Best Instrumental Composition Written For A Motion Picture Or For Television | John Barry                                | Dances With Wolves                                                      |
| Best Song Written Specifically For A Motion Picture Or For Television        |                                           | (Everything I Do) I Do It For You (From Robin Hood - Prince Of Thieves) |
| Best Music Video - Short Form                                                | R.E.M.                                    | Losing My Religion                                                      |
| Best Music Video - Long Form                                                 | Madonna                                   | Blond Ambition World Tour Live                                          |
| Best Arrangement On An Instrumental                                          | Dave Grusin                               | Medley: Bess You Is My Woman/I Loves You Porgy                          |
| Best Instrumental Arrangement Accompanying Vocal(s)                          |                                           | Unforgettable                                                           |
| Best Engineered Album - Non-Classical                                        |                                           | Unforgettable... with Love                                              |
| Producer Of The Year (Non-Classical)                                         | David Foster                              | David Foster                                                            |
| Best Album Package                                                           |                                           | Billie Holiday - The Complete Decca Recordings                          |
| Best Album Notes                                                             |                                           | Star Time                                                               |
| Best Historical Album                                                        |                                           | Billie Holiday - The Complete Decca Recordings                          |
| Best Classical Album                                                         |                                           | Bernstein: Candide                                                      |
| Best Orchestral Performance                                                  |                                           | Corigliano: Symphony No. 1                                              |
| Best Opera Recording                                                         |                                           | Wagner: Gotterdammerung                                                 |
| Best Performance Of A Choral Work                                            |                                           | Bach: Mass In B Minor                                                   |
| Best Classical Performance Instrumental Solo With Orchestra                  |                                           | Barber: Piano Concerto                                                  |
| Best Classical Performance Instrumental Solo Without Orchestra               | Alicia De Larrocha                        | Granados: Goyescas; Allegro De Concierto; Danza Lenta                   |
| Best Chamber Music Performance                                               |                                           | Brahms: Piano Quartets (Op. 25 & 26)                                    |
| Best Classical Vocal Soloist                                                 |                                           | The Girl With Orange Lips (Falla, Ravel, etc.)                          |
| Best Contemporary Composition                                                | John Corigliano                           | Corigliano: Symphony No. 1                                              |
| Best Engineered Recording, Classical                                         |                                           | Bernstein: Candide                                                      |
| Classical Producer Of The Year                                               |                                           | James Mallinson                                                         |